# La Clape
La Clape is een Franse wijn uit de Languedoc.

## Kwaliteitsaanduiding
De wijn heeft met ingang van de oogst 2015 een AOC-AOP-status gekregen. Voorheen behoorde de wijn tot de AOC Languedoc waarbij er wel een separate terroir aanduiding was namelijk AOC Languedoc-La Clape.

## Variëteiten
Zowel de rode als de witte La Clape vallen onder deze AOC.

## Druivensoorten
- Rood: voornamelijk Grenache Noir, Syrah en Mourvèdre
- Wit: voornamelijk Bourboulenc

## Terroir
- Bodem: Naast zandsteen ook kalk. Keien in de wijngaard.
- Klimaat: Veel zon tot zo’n 3000 uur per jaar en de mistral.

## Opbrengst en productie
- Areaal is 1000 ha
- Opbrengst is ca. 30 hl/ha
- Productie bedraagt 30 000 hl

## Producenten
- 3 coöperaties
- 25 private producenten